# سانگتسه
سانگتسه (به لهستانی:  Sanice) یک روستا در لهستان است که در گمینا پژووز واقع شده‌است.